# AK-725
AK-725 je sovětský víceúčelový 57mm lodní kanón, který byl vyvinutý během studené války v 50. letech 20. st.

## Vývoj
Problémy s 57mm kanóny ZIF-31 a ZIF-71 přiměly Sovětské námořnictvo v roce 1956 k zadání požadavku na zcela nový zbraňový systém této ráže. Prototyp byl zkonstruován v roce 1959 a o rok později procházel zkouškami. Jedním z problémů zjištěných během těchto zkoušek byla krátká životnost hlavní, proto byly zkonstruovány nové a vylepšené hlavně. Zbraň byla oficiálně přijata do výzbroje v roce 1964 jako AK-725.

## Popis
AK-725 má dvě vodou chlazené hlavně ZIF-74, které byly upraveny pro použití pásového střeliva, což umožňovalo delší dobu střelby před opětovným nabitím. V porovnání se ZIF-71 mohla tato nová zbraň střílet dvakrát déle a měla o 80% kratší dobu chlazení mezi dávkami. Každý pás obsahuje 550 nábojů a první náboj je třeba ručně nabít. AK-725 byl řízen systémem řízení palby ESP-72, který byl sám řízen radarem MP-103 Bars. V případě nouze lze věž ovládat ručně prostřednictvím jednoduchého optického zaměřovače.
Tato zbraň nebyla považována za účinnou proti protilodním střelám, což dokazuje i nehoda při výcviku v roce 1987, kdy protilodní střela omylem zasáhla malou raketovou loď Musson. Musson se snažil pomocí kanónu AK-725 protilodní střelu sestřelit, ale nebyl schopen střelu zasáhnout. Loď byla zničena následným požárem a během incidentu 39 členů posádky zahynulo.

## Uživatelé
- Rusko
- Indie[2]

## Technické specifikace
- Ráže: 57 mm
- Hmotnost: 14,5 t (bez nábojů)
- Hmotnost střely: 2,8 kg
- Délka: 4,275 m (bez hlavně)
- Výška: 2,41 m
- Náměr: -12 ° až +85 ° (rychlost 30 °/s)
- Odměr: -200 ° až +200 ° (rychlost 35 °/s)
- Zpětný ráz: 0,3 m až 0,37 m
- Úsťová rychlost: 1 020 m/s
- Kadence: 200 ran/min
- Zásobník munice: 750+ nábojů[3]